# Морнарички истражитељи (трилогија)
Епизоде Превише кувара (10. епизода 20. сезоне серије "МЗИС"), Велики лажњак (10. епизода 2. сезоне серије "МЗИС: Хаваји") и Долазе тешка времена (10. епизода 14. сезоне серије "МЗИС: Лос Анђелес") чине трилогију у франшизи "Морнарички истражитељи". Епизоде су премијерно приказане 9. јануара 2023. године на каналу ЦБС.

## Опис
Сценарио за епизоду су радили Кристофер Џ. Вејлд ("Превише кувара"), Кристофер Силбер ("Велики лажњак") и Р. Скот Џемил ("Долазе тешка времена"), а режирали су Мајкл Зинберг ("Превише кувара"), Џими Вајтмор ("Велики лажњак") и Денис Смит ("Долазе тешка времена").
Превише кувара
Агенти са Хаваја и из Лос Анђелеса састају се у Вашингтону како би присуствовали одласку у пензију вољеног професора из ЦОСОР-а, али када је он тог јутра извршио самоубиство, екипе раде заједно како би утврдили зашто је имао поверљиве досијее. Накратко се сматрало да је Мекги одговоран за издају, иако је убрзо након тога ослобођен кривице. Случај је прерастао у потеру за Сајмоном Вилијамсом чија је слика била на зиду Најтраженијих МЗИС-а током дужег раздобља, а затим добија суморни обрт када су Палмер и Тенантова нестали.
Велики лажњак
Тенантову и специјалисту судске медицине Џимија Палмера заједно са агентом из Лос Анђелеса Семом Ханом отети су и затворени од стране жене која тврди да је агенткиња ЦИА-е који истражује Сајмона Вилијамса. У међувремену, главни агент из Вашингтона Паркер ради са филијалом са Хаваја да пронађе њихове нестале саиграче. Слично стање имају и са агенткињом ЦИА-е за коју се испоставља да је варалица. Екипа на крају открива да је Сајмон Вилијамс назив за рачунарски програм одговоран за податке вредне више година и да је свако ко је повезан са њим сада у озбиљној опасности.
Долазе тешка времена
Када је Килбрајд нестао, Фатиму и Раунтрија нападају наоружани људи предвођени лажном агенткињом ЦИА-е Морган Милер и отимају Раунтрија. Екипа наставља да ради са својим колегама из Вашингтона и са Хаваја на проналажењу Раунтрија кога муче због података о томе где се Килбрајд налази.

## Ликови

### Превише кувара

#### Из серијеМЗИС
- Шон Мареј као Тимоти Мекги
- Вилмер Валдерама као Николас Торес
- Катрина Ло као Џесика Најт
- Брајан Дицен као Џејмс Палмер
- Диона Ризоновер као Кејси Хајнс
- Дејвид Мекалум као др. Доналд Малард
- Роки Керол као Леон Венс
- Гери Кол као Алден Паркер

#### Из серијеМЗИС: Лос Анђелес
- Крис О'Донел као Џи Кален
- Ел Ел Кул Џеј као Сем Хана

#### Из серијеМЗИС: Хаваји
- Ванеса Лешеј као Џејн Тенант
- Ноа Милс као Џеси Бун

### Велики лажњак

#### Из серијеМЗИС: Хаваји
- Ванеса Лешеј као Џејн Тенант
- Алекс Тарант као Кај Холман
- Ноа Милс као Џеси Бун
- Џејсон Антун као Ерни Малик
- Тори Андерсон као Кејт Вислер

#### Из серијеМЗИС
- Брајан Дицен као Џејмс Палмер
- Гери Кол као Алден Паркер

#### Из серијеМЗИС: Лос Анђелес
- Крис О'Донел као Џи Кален
- Ел Ел Кул Џеј као Сем Хана

### Долазе тешка времена

#### Из серијеМЗИС: Лос Анђелес
- Крис О'Донел као Џи Кален
- Данијела Руа као Кензи Блај
- Ерик Кристијан Олсен као Марти Дикс
- Медалион Рахими као Фатима Намази
- Кејлеб Кастил као Девин Раунтри
- Џералд Мекрејни као Холас Килбрајд
- Ел Ел Кул Џеј као Сем Хана

#### Из серијеМЗИС
- Вилмер Валдерама као Николас Торес
- Гери Кол као Алден Паркер

#### Из серијеМЗИС: Хаваји
- Ванеса Лешеј као Џејн Тенант
- Јасмин Ал-Бустами као Луси Тара